# Edmond Haxhinasto
Edmond Haxhinasto (nevének ejtése ɛdmɔnd had͡ʒinastɔ; Tirana, 1966. november 16. –) albán politikus és diplomata, 2011 és 2013 között Albánia helyettes miniszterelnöke.

## Élete
Edmond Haxhinasto a Tiranai Egyetem Történelmi és Filológiai Kar Angol Tanszékén diplomázott anglisztikából. Posztgraduális képzés keretében 1996-ban a szlovéniai Brdóban található Nemzetközi Vezető Központjában szerzett mesterfokozatot. 2000-ben a Princetoni Egyetem Woodrow Wilson Közügyek és Nemzetközi Ügyek Iskolájában végezte el közpolitikai mesterképzését.

## Politikusként
Rövid időt töltött oktatási és ifjúsági szervezetekben, 1991. szeptember és 1992. július között az albán parlament külügyi bizottságának vezetője volt. 1993 és 1997 között a magánszférában dolgozott, majd 1997 augusztusától 1999 júliusáig a Miniszterelnöki Hivatal Koordinációs Osztályának vezetője volt. A koszovói menekültek ügyét segítendő vészhelyzetkezelő kormánymegbízott is volt. 1998-ban az Antikorrupciós Megfigyelőcsoport elnöke volt, amelyet a kormány a korrupció leküzdésére hozott létre. A következő évtizedben különböző politikai pozíciókat töltött be.
2010. szeptember 16-án nevezték ki külügyminiszterré. 2011. március 29-én részt vett a londoni Líbia-konferencián az albán külügyminisztérium képviseletében.

## Fordítás
Ez a szócikk részben vagy egészben  az   Edmond Haxhinasto című angol Wikipédia-szócikk ezen változatának fordításán alapul.  Az eredeti cikk szerkesztőit annak laptörténete sorolja fel. Ez a jelzés csupán a megfogalmazás eredetét és a szerzői jogokat jelzi, nem szolgál a cikkben szereplő információk forrásmegjelöléseként.